# Ferdinando Orlandi
Ferdinando Orlandi, auch Orlando, Orland (* 7. Oktober 1774 in Parma; † 5. Januar 1848 ebenda), war ein italienischer Komponist und Gesangslehrer. Neben etwa zwei Dutzend Opern schuf er auch Kantaten und geistliche Musik. Er war der Vater der Opernsängerin Elisa Orlandi.

## Leben
Über die frühen Jahre Orlandis ist wenig bekannt; sein Geburtsdatum wird mitunter auch mit dem 8. Januar 1774 oder nur mit dem Jahr 1777 angegeben. Seine erste musikalische Ausbildung erhielt er beim Organisten des herzoglichen Orchesters in Colorno. Er setzte sie in seiner Geburtsstadt Parma fort, vermutlich bei Ferdinando Paër, der nur drei Jahre älter war als er selbst, und bei Gasparo Ghiretti. Im Herbst 1793 trat er in das Konservatorium der Pietà dei Turchini in Neapel ein, wo er Kontrapunktik bei Nicola Sala und Giacomo Tritto studierte. Nach diesen prägenden Jahren kehrte er nach Parma zurück, wo während der Karnevalssaison 1801 seine erste Opera buffa La pupilla scozzese (nach einem Libretto von Lorenzo da Ponte) uraufgeführt wurde. Kurz darauf wurde das Herzogtum Parma der Französischen Republik angegliedert, was Orlandi dazu veranlasste, nach Mailand umzusiedeln.
Dort entstanden in rascher Abfolge weitere Opern. Sein zweites Werk mit deutlich satirischem Appell, Il podestà di Chioggia (1801), trug ihm das Lob des französischen Schriftstellers und Opernkenners Stendhal ein, der Orlandi allerdings irrtümlich als „élève de Cimarosa“ (Schüler Cimarosas) bezeichnete. Diese Fehletikettierung trug zum Erfolg gerade dieser Oper in Paris stark bei. 1809 wurde Orlandi zum Professor für Solfeggio am kurz zuvor gegründeten Konservatorium von Mailand berufen, wo sein Gehalt jedoch kümmerlich war. Um wirtschaftlich über die Runden zu kommen, trat er verschiedene Stellen als Konzertmeister an, so am Teatro Carcano und in Varese.
Orlandis Opern wurden bis 1812 regelmäßig in Mailand, Venedig, Florenz und an anderen Orten aufgeführt. Nach einer Schaffenspause feierte sein letztes Werk Fedra (mit Giuseppina Grassini in der Titelrolle und Giuditta Pasta als Ippolito) 1820 ohne großen Erfolg in Padua Premiere. 1822 hielt er sich in München auf, wo seine Fedra gegeben wurde und er kurzfristig ein Singinstitut leitete. Von 1823 bis 1828 wirkte er als Kapellmeister am württembergischen Hof in Stuttgart. Dort widmete er Königin Pauline eine Solokantate. Er hat möglicherweise auch für das Frankfurter Opernhaus gearbeitet, da in der Frankfurter Universitätsbibliothek drei Einlagen von ihm verzeichnet sind. Nach seiner Rückkehr nach Parma bewarb er sich zunächst erfolglos um eine Stelle als Gesangslehrer am Ospizio delle Arti. Im November 1835 ernannte ihn Marie-Louise von Österreich, die dem wiederhergestellten Herzogtum von Parma und Piacenza vorstand, zum Ehrenkapellmeister und Meister der Vokalmusik am Herzoglichen Theater – bei erneut bescheidenen Einkünften. 1837 verlieh ihm Papst Gregor XVI. den Orden vom Goldenen Sporn.

## Bedeutung
Im ersten Jahrzehnt des 19. Jahrhunderts – nach dem Tod Cimarosas und vor Gioachino Rossini – gehörte Orlandi zu den bedeutendsten Opernkomponisten Italiens. Er „[machte] selbst als Zeitgenosse eines S. Mayrs eine eigene Epoche in Italien“. Obwohl Orlandi aus Parma stammte, wurde er der neapolitanischen Schule zugerechnet. Nach zeitgenössischem Urteil schrieb er „einen leichten fliessenden Gesang [...], nur etwas matt instrumentiert“. Die angesehene Londoner Zeitschrift The Harmonicon bemerkte, dass sich Orlandi weniger durch innovative Schaffenskraft als durch große Gefälligkeit in der Melodieführung auszeichnete. Der historiografische Gemeinplatz, dem zufolge Orlandi unmittelbar nach Rossinis erstem Erfolg seine Karriere aufgab, entbehrt der Grundlage. Allerdings litt er wie andere Komponisten seiner Generation unter der Veränderung des Publikumsgeschmack, die mit dem Erscheinen Rossinis einsetzte. Die meisten der etwa 25 Opern von Orlandi gehören dem Genre der Opera buffa an, nur fünf der Opera seria. Daneben schrieb er Kantaten, Chorpartien für Vittorio Alfieris Drama Alceste und in größerem Umfang auch geistliche Musik, darunter vier Messen.

## Werke (Auswahl)
- La pupilla scozzese, Parma, Teatro Ducale, 1801
- Il podestà di Chioggia, Mailand, Teatro alla Scala, 1801
- Azemira e Cimene, Florenz, Teatro alla Pergola, 1801
- L’avaro, Bologna, Teatro Marsigli Rossi, 1801
- L’amore deluso, Florenz, Teatro alla Pergola, 1802
- L’amor stravagante, Mailand, Teatro alla Scala, 1802
- I furbi alle nozze, Rom, Teatro Valle, 1802
- Il fiore ossia Il matrimonio per svenimento, Venedig, Teatro San Benedetto, 1803
- La sposa contrastata, Rom, Teatro Valle, 1803
- Le nozze chimeriche, Mailand, Teatro Carcano, 1804
- Nino, Brescia, Teatro Grande, 1804
- Le lettere, Mailand, Teatro Carcano, 1804
- La villanella fortunata, Turin, Teatro Carignano, 1804
- Corrado, Turin, Théâtre Impérial, 1805
- Le nozze poetiche, Genua, Teatro Sant'Agostino, 1805
- Melo-danse, Mailand, Teatro Carcano, 1806
- I raggiri amorosi, Mailand, Teatro alla Scala, 1806
- Pandolfo e Baloardo, Venedig, Teatro San Moisè, 1807
- L’amico dell’uomo, Novara, Teatro Nuovo, 1808
- La dama soldato, Mailand, Teatro alla Scala, 1808
- L’uomo benefico, Turin, Teatro Carignano, 1808
- Il cicisbeo burlato, Mailand, Teatro alla Scala, 1812
- Il qui pro quo, Mailand, Teatro di Santa Radegonda, 1812
- Rodrigo di Valenza, Turin, Teatro Regio, 1819
- Fedra, Padua, Teatro Nuovo, 1820